# Brännbarhetsgräns
Brännbarhetsgränser, tidigare benämnt explosionsgränser, är de undre och övre koncentrationer mellan vilka en blandning av brandfarlig gas eller ånga och luft är brännbar. Om inget annat anges avses koncentrationerna av ämnet i vanlig luft vid rumstemperatur (20 °C) och normalt atmosfärstryck (1013 mbar). 
Normalt tilldrar sig den undre brännbarhetsgränsen störst intresse, då man till exempel vid ett gasläckage får en successivt ökande koncentration som, när den överstiger gränsen, blir en explosiv atmosfär vilken kan explodera om en tillräckligt kraftig tändkälla finns.  
Till exempel så är brännbarhetsgränserna i vanlig luft för gasol cirka 2 till 10 volymprocent, och cirka 4 till 15 volymprocent för naturgas.      

## Brand, explosion eller detonation?
Huruvida blandningen är brännbar eller explosiv är lite en fråga om språkbruk, men beror också på det brandfarliga ämnet och dess koncentration, samt om förloppet sker inomhus i en byggnad eller utomhus. När en gasblandning nätt och jämnt uppnår den undre brännbarhetsgränsen övergår den, ibland överraskande, från att inte alls vara brännbar till att brinna med en tryckökning på kanske upp till en atmosfär (1 bar, 100 kPa). Om en sådan brand i en någorlunda avgränsad nätt och jämnt brännbar blandning sker utomhus blir tryckvåg och konsekvenser begränsade, medan en sådan tryckökning inomhus kan bli helt ödeläggande för normala civila byggnader. Även om själva tryckökningen blir måttlig kommer den plötsliga branden att kunna antända brännbart material och brännskada människor, och det är även då naturligt att tala om en explosion - eller en explosionsartad brand.  
Vid större koncentrationer, betydligt över den undre brännbarhetsgränsen, kan betydligt större tryckökningar uppstå, och det framstår då som självklart att kalla förloppet för en explosion eller till och med en detonation (om flamfronten breder ut sig med överljudshastighet).  

## Undre och övre brännbarhetsgräns (LFL och UFL)
Det finns två brännbarhetsgränser för varje gas eller ånga, den undre brännbarhetsgränsen (Lower Flammable Limit, LFL), och den övre brännbarhetsgränsen (Upper Flammable Limit, UFL). Tidigare användes även beteckningarna LEL=Lower Explosive Limit och UEL=Upper Explosive Limit, eller explosionsgränser. 
Vid koncentrationer i luften lägre än LFL så finns det inte tillräckligt med bränsle för att underhålla förbränningsförloppet. 
Vid koncentrationer över UFL så har bränslet ersatt så mycket av luften att det inte finns tillräckligt med syre för att underhålla förbränningsförloppet.

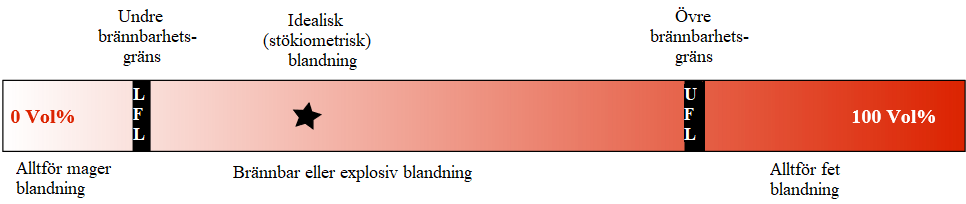
Översikt över brännbarhetsgränser för gasblandningar

Översiktsfiguren visar de tre områdena
- Icke brännbar, under LFL
- Brännbar, mellan LFL och UFL. För en viss koncentration fås "perfekt" proportion luft och bränsle vilket ger största möjliga tryckökning och i vissa fall detonation
- Över UFL, blandningen är "alltför fet" och kan inte brinna

### Exempel på brännbarhetsgränser
| Ämne                    | Undre gräns (vol%) | Övre Gräns (vol%) |
| ----------------------- | ------------------ | ----------------- |
| Kolmonoxid (CO)         | 11                 | 74                |
| Naturgas (mest CH4)     | 4                  | 15                |
| Vätgas (H2)             | 4                  | 77                |
| Etanol (ånga av C2H5OH) | 3,1                | 19                |
| Etylenoxid (C2H4O)      | 2,6                | 100               |
| Gasol (propan 95)       | 2                  | 10                |
| Bensinånga              | 1                  | 8                 |

### Relativ brännbarhetsgräns (%LFL)
För att mer praktiskt och pedagogiskt ange farligheten hos explosiva atmosfärer kan den anges som procent av den lägre brännbarhetsgränsen, %LFL. Exempelvis så är LFL för gasol (propan 95) 2,1 vol%. En koncentration av gasol på 0,21 vol% kan då anges som 10 %LFL, det vill säga den aktuella koncentrationen är en tiondel av det som erfordras för att en brand eller explosion ska kunna uppstå, och en koncentration på 1,05 vol% kan anges som 50 %LFL, det vill säga den aktuella koncentrationen är hälften av den brännbara/explosiva.
På grund av de potentiellt stora konsekvenserna av att ha en brännbar blandning, samt svårigheterna att bedöma bland annat fördelningen av koncentrationerna över en större volym, så tillämpas betydande säkerhetsmarginaler. Enligt svenska regler klassas normalt ett område/zon som explosionsfarligt om koncentrationen bedöms överstiga 25 % eller en fjärdedel av LFL. Standardens figur D.1 ger då ett drygt dubbelt så stort riskavstånd för 25 % än för 100 % LFL. (Enligt tidigare metod med Vz beräknades en 4 gånger större volym vid 25 % LFL och radien på riskområdet blev för en antagen sfärisk eller halvsfärisk gasansamling då  {\displaystyle {\sqrt[{3}]{4}}\thickapprox 1.6} gånger större än om ingen säkerhetsmarginal hade beaktats (100 % LFL).)

## Explosionsrisker med etanol och bensin
För lekmannen är brännbarhetsområdet särskilt påtagligt när man hanterar T-sprit/rödsprit (etanol) eller tankar bensin på bensinstationer.
Etanol och bensin har vid normala omgivningstemperaturer betydande ångtryck vilket gör att ångorna från dunkar och kärl normalt är brännbara. En viss vägledning ger flampunkterna, som för bensin är lägre än -20 °C och för etanol (CAS 64-17-5) och T-sprit är +12 °C. Diesel har en flampunkt på över +60 °C och är därmed inte antändbart vid rumstemperatur.
Den höga flyktigheten hos bensin gör dock att ångtrycket inuti en bensintank vid temperaturer över cirka -10 °C blir så högt att ångornas koncentration överskrider den övre brännbarhetsgränsen, och att det är mindre sannolikt att en brand "tar sig in" i en öppen dunk/tank. Detta är ett lyckosamt förhållande som gör att en bensintank i till exempel en brinnande bil i många fall brinner/exploderar relativt sent i brandförloppet.
Detta gäller inte för etanol vars ångtryck inuti en behållare ligger inom det brännbara området för temperaturer upp till cirka  +40 °C. Detta innebär att det vid vanlig rumstemperatur är utomordentligt farligt att till exempel "hälla på T-sprit på en brasa" - varvid branden då normalt tar sig baklänges längs vätskestrålen in i behållaren vars atmosfär exploderar. Detta förhållande ger även en ökad risk vid tankning med rent etanolbränsle.
Vid introduktionen av bränslet E85 (cirka 85 % etanol och resten bensin) gjordes undersökningar och tester som visade att tankning av E85 bara ger marginellt större risker än tankning av bensin, eftersom atmosfären i tanken normalt är övermättad av bensinångorna.

## Brännbarhet i andra atmosfärer än normal luft
Principen med brännbarhetsgränser gäller även för gaser och ångor i andra atmosfärer än luft, men då blir sambanden mer komplicerade och gränserna helt annorlunda.

### Minskad syrehalt, Limiting Oxygen Concentration (LOC)
En minskad syrehalt kan försvåra eller förhindra förbränning. För olika ämnen finns en LOC - Limiting Oxygen Concentration - vilket är den syrehalt vid vilken en förbränning av det aktuella ämnet inte är möjlig oavsett koncentration. Exempelvis så är LOC för metan 11 vol%, det vill säga om man minskar syrehalten i luft från normala 21 vol% till 11 vol% så omöjliggörs förbränning av metan oavsett koncentration.
Denna princip för att försvåra eller förhindra brand tillämpas bland annat i Sverige vid Forsmarks kärnkraftverk, där man i vissa rum sänkt syrehalten till cirka 15 vol%. Luften har då samma partialtryck för syre som vid vistelse på knappt 3000 meters höjd vilket innebär att en frisk person med normal lungfunktion utan problem kan vistas i rummet många timmar, medan det till exempel är omöjligt att tända en tändsticka eller ett levande ljus.

### Ökad halt av vattenånga
En ökad halt vattenånga kan försvåra eller förhindra förbränning. Till exempel gäller att vätgas oavsett koncentration inte är brännbar vid halter av vattenånga över 55 volymprocent.
Denna princip tillämpas bland annat i Sverige vid Ringhals kärnkraftverk, vars vattenfyllda haverifilter för verkets tryckvattenreaktorer (reaktor 3 och 4, tidigare även reaktor 2) hålls uppvärmda till cirka +90 °C. Vid denna temperatur är ångtrycket för vatten drygt halva atmosfärstrycket, ånghalten blir därmed drygt 50 volymprocent, och denna "bastuatmosfär" omöjliggör förbränning om, vid en härdsmälta, stora mängder vätgas från inneslutningen skulle ansamlas i filteranordningen.